# Hy Zaret
Hy Zaret właściwie Hyman Harry Zaritsky (ur. 21 sierpnia 1907 w Nowym Jorku, zm. 2 lipca 2007 w Westport) – amerykański kompozytor, autor tekstów piosenek.
Był zarówno współautorem muzyki jak i autorem tekstu przeboju "Unchained Melody" z 1955 r., wykonywanego między innymi przez takie zespoły jak The Platters,
The Righteous Brothers i U2. Piosenka trafiła na krążek o tym samym tytule wydany przez wytwórnię Phila Spectora – Philles Records. Utwór został wykorzystany jako ścieżka dźwiękowa w kilku filmach, a sam utwór nagrany był blisko 300 razy, przynosząc Hy Zaretowi i Alexowi Northowi nominację do Oscara w kategorii "Najlepsza piosenka".